# Anselmo Fauli
Anselmo (Francesco) Fauli (Prato, 17 settembre 1817 – Campi Bisenzio, 30 gennaio 1876) è stato un vescovo cattolico italiano.

## Biografia
Nato come Francesco Fauli a Santa Lucia, una frazione di Prato, il 17 settembre 1817, venne ordinato sacerdote nella diocesi di Prato, nell'Ordine della Beata Vergine del Monte Carmelo, e il 22 febbraio 1867 fu nominato vescovo della diocesi di Grosseto nel concistoro segreto tenuto da Pio IX, ricoprendo una sede che dal 1858, anno di morte del vescovo Giovanni Domenico Mensini, era rimasta vacante dopo i fatti del Risorgimento e la rottura fra la Santa Sede e lo Stato Italiano appena sorto. Fu consacrato ufficialmente vescovo il 24 marzo 1867 a Roma, dal cardinale Niccola Clarelli Parracciani, e fece il suo ingresso ufficiale nella diocesi il 10 agosto dello stesso anno.
Il vescovo partecipò al Concilio Vaticano I indetto da papa Pio IX nel 1869, e il 20 settembre 1870 si trovava a Roma proprio il giorno della celebre breccia di Porta Pia da parte delle truppe piemontesi.
Il 28 gennaio 1876, dopo essere stato colto da una febbre alta, decise di andare a fare visita alla sua famiglia, ma morì poco dopo essere sceso alla stazione di Firenze, nei pressi della colonna di Capalle, nel comune di Campi Bisenzio, assistito dal fratello Lorenzo.

## Genealogia episcopale
La genealogia episcopale è:
- Cardinale Scipione Rebiba
- Cardinale Giulio Antonio Santori
- Cardinale Girolamo Bernerio, O.P.
- Arcivescovo Galeazzo Sanvitale
- Cardinale Ludovico Ludovisi
- Cardinale Luigi Caetani
- Cardinale Ulderico Carpegna
- Cardinale Paluzzo Paluzzi Altieri degli Albertoni
- Papa Benedetto XIII
- Papa Benedetto XIV
- Papa Clemente XIII
- Cardinale Giovanni Carlo Boschi
- Cardinale Bartolomeo Pacca
- Papa Gregorio XVI
- Cardinale Niccola Clarelli Parracciani
- Vescovo Anselmo Fauli, O.Carm.